# توشيميتسو اساي
توشيميتسو اساي (باليابانية: 浅井 俊光) (4 أبريل 1983 في اليابان – )؛ هو لاعب كرة قدم ياباني سابق كان يلعب كحارس مرمى.

## وصلات خارجية
- توشيميتسو اساي على موقع رابطة كرة القدم اليابانية للمحترفين (اليابانية)
- توشيميتسو اساي على موقع Soccerway.com (الإنجليزية)